# Гриневецький Іван Миколайович
Гриневецький Іван Миколайович (24 червня 1850, Сянічок, Сяноцький повіт  — 25 січня 1889, Перемишль) — український актор, режисер, родом з Лемківщини.

## Життєпис
Грав у Руському народному театрі у Львові у 1874—1889 роках. Від 1882 року — директор театру спільно з Іваном Біберовичем. Зробив постановки «Наталки Полтавки», «Розбійників», виконував ролі у цих виставах.
Грав у трупі Теофіли Романович, яка очолювала театр у 1874—1880 роках. Його акторська та режисерська робота припадає на так звану «золоту добу» галицького театру. В його грі органічно поєднувались мистецькі засоби західноєвропейської школи із прийомами народно-побутового театру Марка Кропивницького.
Руський театр провадив на галицьку сцену українську історичну (Омяляна Огоновського, Корнила Устияновича, Павла Барвінського), побутову (Марка Кропивницького, Михайла Старицького, Івана Карпенка-Карого, Панаса Мирного, Якова Кухаренка) і міщанську (Григорія Цеглинського) драму, оперу (Миколи Лисенка, Семена Гулака-Артемовського, Порфирія Бажанського), західно-європейську драматургію (Віктор'єн Сарду, Ежен Скріб, Ж. Оне, Август фон Коцебу, Карл Фердинанд Гуцков, Йоганн-Фрідріх Шиллер, Г. Кляйст, Карло Ґольдоні) та оперету (Жан Робер Планкет, Шарль Лекок, Карл Міллекер, Жак Оффенбах, Йоганн Штраус та ін.).
Іван Франко позитивно оцінював діяльність нової дирекції: «Коли в кінці пані Романович, одружившись з п. Коралевичем, ураз із своєю сестрою покинули сцену, „Руська бесіда“ повірила дирекцію панам Біберовичу і Гриневецькому, котрі і досі її провадять. Театр руський панів Гриневецького і Біберовича в теперішнім стані сміло може рівнятися з найліпшими провінціальними театрами, які коли-небудь у нас були. Режисером єсть п. Гриневецький, чоловік не тільки талановитий, але посідаючий зовсім поважне фахове образування. За його старанням кожна штука появляєсь на сцені добре вистудіювана і старанно виконана, що з похвалою підносить навіть львівська польська печать, котра послідніми часами — треба признати — ніколи вже не виступала ворожо проти жодного з руських театрів. Декорації, хоч не дуже багаті і пишні, вистарчають аж надто для маленької сцени і неперебірчивої публіки провінціональної; костюми, особливо народні, переважно добрі і вірні; мова чиста і поправна, не виключаючи й акценту, котрий кожному нерусинові, звичайно, дуже великі чинить трудності. Працю ту признав сойм крайовий, підвищаючи перед роком запомогу о 1000 зр. Дальшим кроком в розвої театрального діла у нас єсть відновлена перед роком думка Лавровського — оснувати у Львові постійну руську сцену. Чи і коли-то ми її діждемся?»